# André Boland
André Boland (Montignies-sur-Sambre, 31 december 1909 - 18 februari 1988) was een Belgisch senator.

## Levensloop
Boland was beroepshalve beheerder van vennootschappen.
In 1970 werd hij voor het Rassemblement Wallon verkozen tot gemeenteraadslid van Charleroi.
Van 1971 tot 1974 zetelde hij in de Senaat als rechtstreeks gekozen senator voor het arrondissement Charleroi-Thuin. Als gevolg van de tegenstellingen binnen de RW nam hij ontslag uit de partij en zetelde in 1973-1974 als onafhankelijk senator.